# Kishapu (Distrikt)
Kishapu ist ein Distrikt der Region Shinyanga in Tansania mit dem Verwaltungszentrum in der Stadt Kishapu. Der Distrikt grenzt im Nordwesten an die Region Mwanza, im Nordosten an die Region Simiyu, im Süden an die Region Tabora und im Westen an die Distrikte Shinyanga und Shinyanga (MC).

## Geographie
Kishapu hat eine Größe von 4333 Quadratkilometer und 335.483 Einwohner (Volkszählung 2022). Der Distrikt liegt auf einem Hochplateau zwischen 1000 und 1500 Meter über dem Meer. Das Klima ist tropisch, Aw nach der effektiven Klimaklassifikation. Die Niederschläge von 450 bis 880 Millimeter im Jahr fallen größtenteils von November bis April, von Juni bis September regnet es kaum. Die Durchschnittstemperatur liegt bei 23,5 Grad Celsius.

## Geschichte
Der Distrikt wurde 2002 durch Teilung des Distriktes Shinyanga geschaffen.

## Verwaltungsgliederung
Der Distrikt wird in 29 Bezirke (Wards) gegliedert:
- Bubiki
- Bunambiyu
- Bupigi
- Busangwa
- Idukilo
- Igaga
- Itilima
- Kiloleli
- Kishapu
- Lagana
- Maganzo
- Masanga
- Mondo
- Mwadui Lohumbo
- Mwakipoya
- Mwamalasa
- Mwamashele
- Mwasubi
- Mwataga
- Mwaweja
- Ndoleleji
- Ngofila
- Seke-Bugoro
- Shagihilu
- Somagedi
- Songwa
- Talaga
- Uchunga
- Ukenyenge

| Die Einwohnerzahl stieg von 239.305 im Jahr 2002 auf 272.900 im Jahr 2012. Im gleichen Zeitraum stieg die Alphabetisierungsrate der über Fünfzehnjährigen von 61 auf 69 Prozent. Von den über Fünfjährigen konnten 56 Prozent Swahili lesen und schreiben, fünf Prozent Englisch und Swahili. Im Jahr 2022 lebten 335.483 Menschen in 54.960 Haushalten. Bevölkerungswachstum: \| Volkszählung \| Einwohner \| \| ------------ \| --------- \| \| 1988 \| 192.549 \| \| 2002 \| 239.305 \| \| 2012 \| 272.990 \| \| 2022 \| 335.483 \| - Bildung: Im Distrikt gibt es 122 Grundschulen, davon sind 119 öffentlich und drei privat. Im Jahr 2017 waren nur knapp über fünfzig Prozent der benötigten Lehrer vorhanden, es fehlten 943 Lehrpersonen. - Gesundheit: Im Distrikt gibt es zwei Krankenhäuser, vier Gesundheitszentren und 53 Apotheken. - Wasser: Im Jahr 2016/2017 hatten 51,6 Prozent der Bevölkerung Zugang zu sauberem und sicherem Wasser. | Hier fehlt eine Grafik, die leider im Moment aus technischen Gründen nicht angezeigt werden kann. Wir arbeiten daran! |
| Volkszählung | Einwohner |
| 1988 | 192.549 |
| 2002 | 239.305 |
| 2012 | 272.990 |
| 2022 | 335.483 |

| - Landwirtschaft: Die Viehzucht ist die wichtigste wirtschaftliche Tätigkeit, fast jeder Haushalt hält Nutztiere. Die am häufigsten gehaltenen Tiere sind Hühner, Rinder und Ziegen (Stand 2019). Da die Niederschläge gering sind, ist Ackerbau nur möglich mit Pflanzen, die wenig Wasser benötigen. - Imkerei: Von 61 Gruppen und Einzelpersonen wurden 1174 Kilogramm Honig erzeugt (Stand 2019). - Bergbau: In Mwadui Luhumbo werden seit 1940 Diamanten im Tagebau gefunden. Petra Diamonds betreibt die Mine Williamson seit 2009. Im Jahr 2019 wurden 399.615 Karat Diamanten gefördert. | Hier fehlt eine Grafik, die leider im Moment aus technischen Gründen nicht angezeigt werden kann. Wir arbeiten daran! |

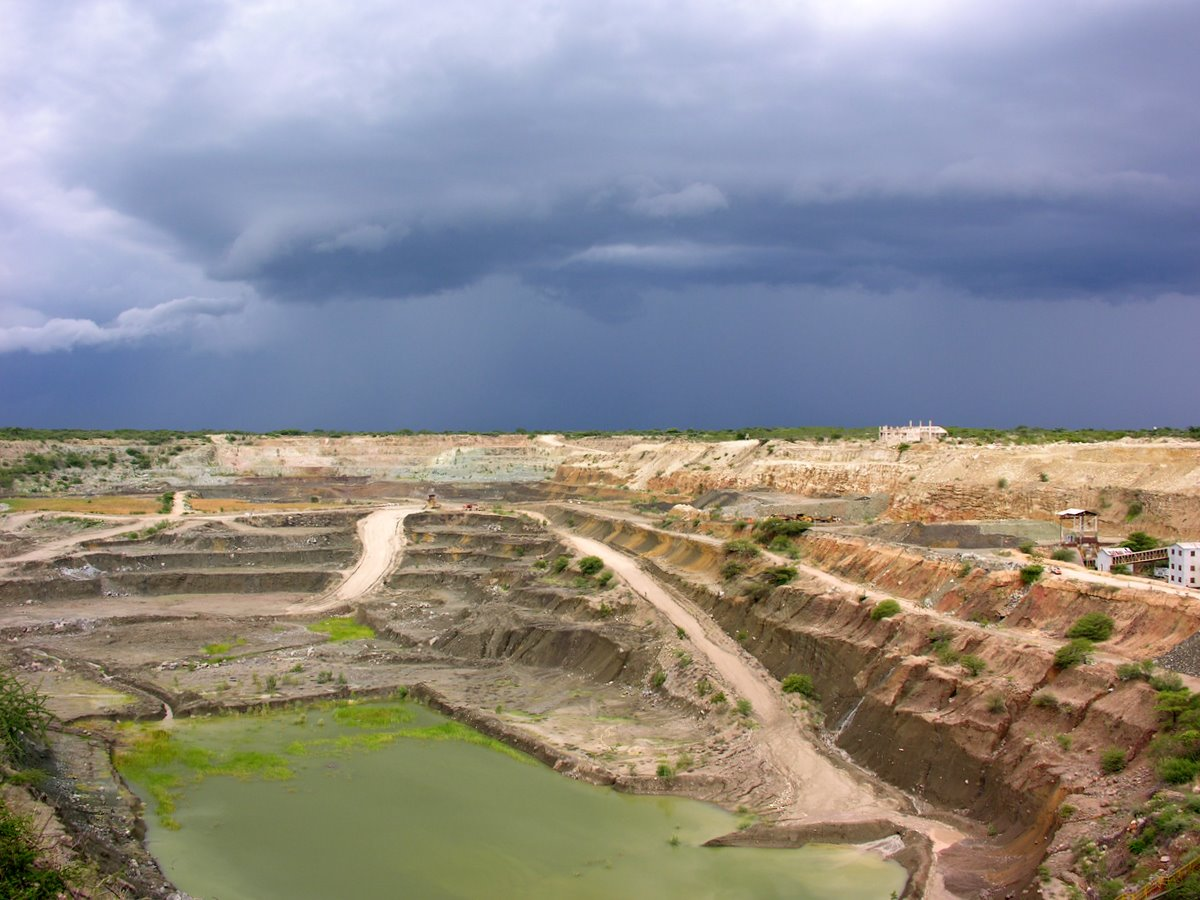
Diamantenmine bei Mwadui

- Eisenbahn: Der Norden des Distriktes wird von der Tanganjikabahn von Daressalam nach Mwanza berührt.[17]
- Straßen: Durch den nördlichen Teil des Distriktes verläuft die Nationalstraße T8 von Shinyanga nach Mwanza.[18]